# Decize
Decize is een gemeente in het Franse departement Nièvre (regio Bourgogne-Franche-Comté). De gemeente telde 5.025 inwoners op 1 januari 2022. De plaats maakt deel uit van het arrondissement Nevers.
De plaats is gebouwd boven op een rotspunt tussen twee armen van de Loire. Decize is een ommuurde stad met een kasteel van de graven en hertogen van Nevers. Andere bezienswaardigheden zijn de kerk van Saint-Aré en het couvent des Minimes. Decize heeft een jachthaven met meer dan honderd ankerplaatsen.

## Geografie
De oppervlakte van Decize bedroeg op 1 januari 2022 48,22 vierkante kilometer; de bevolkingsdichtheid was toen 104,2 inwoners per km².
Door de gemeente lopen verschillende waterlopen: de Loire en de Aron en de kanalen canal du Nivernais en canal latéral à la Loire. De loop van de Loire wijzigde in 1824 toen de rivier hier een nieuwe bedding koos. Decize werd getroffen door overstromingen van de Loire in 1907 en 2003.
De onderstaande kaart toont de ligging van Decize met de belangrijkste infrastructuur en aangrenzende gemeenten.

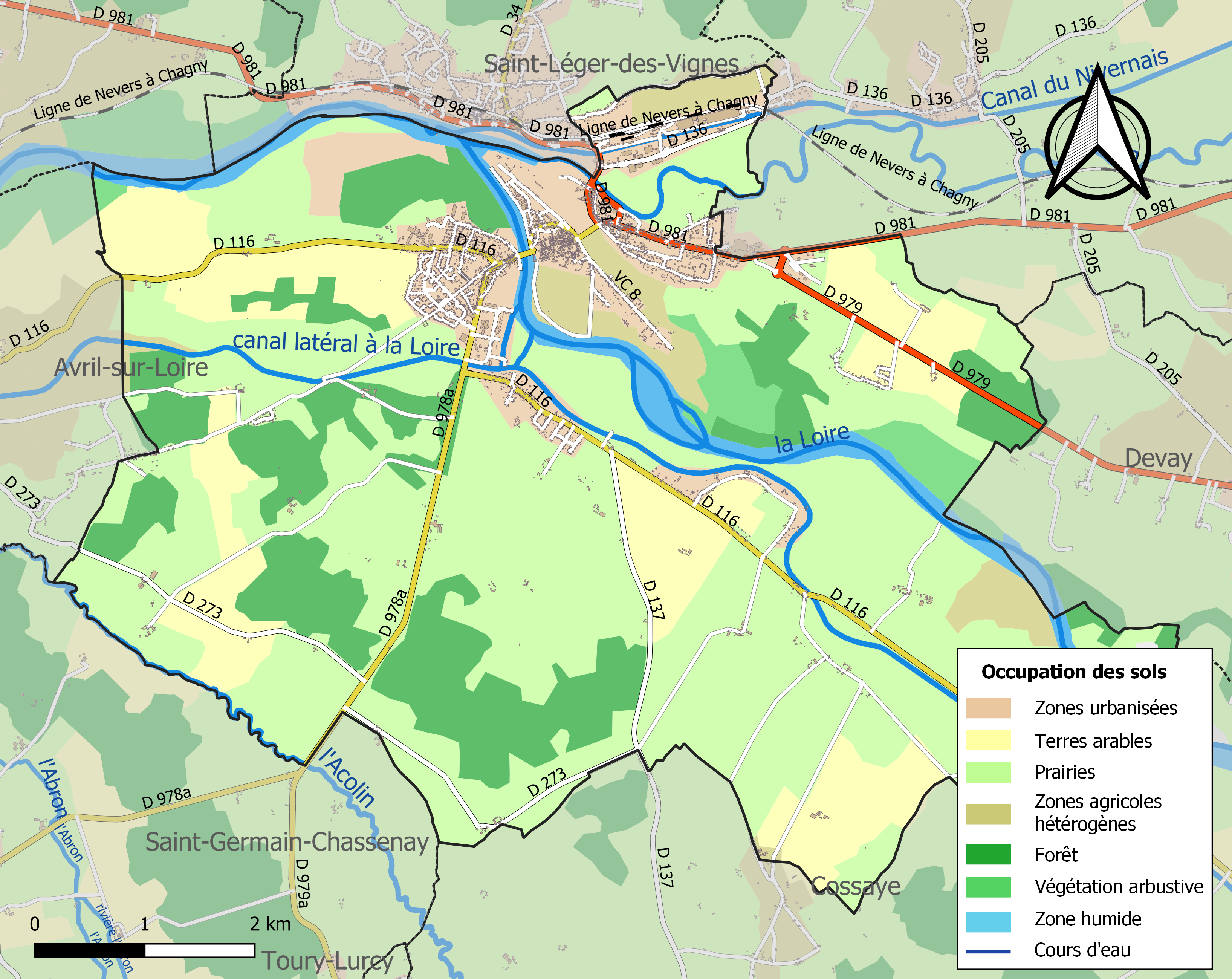

## Demografie
Onderstaande figuur toont het verloop van het inwonertal (bron: INSEE-tellingen).

## Geboren in Decize
- Louis Antoine Simon de Saint-Just (1767-1794), politicus en een van de hoofdfiguren tijdens de Franse Revolutie
- Maurice Genevoix (1890-1980), schrijver
- Marguerite Monnot (1903-1961), pianiste en componiste